# Clostridium fimetarium
Clostridium fimetarium è una specie di batterio appartenente alla famiglia delle Clostridiaceae.